# Capcom
Capcom Co., Ltd. (株式会社カプコン, Kabushiki-gaisha Kapukon) is een Japanse producent van computerspellen, opgericht na een fusie op 11 juni 1983. Naast arcade en computerspellen heeft het bedrijf ook flipperkasten en ander speelgoed geproduceerd. Capcom is bekend vanwege enkele spelseries die uitgroeiden tot multimiljoen franchises, zoals Street Fighter, Resident Evil en Mega Man.
Capcom heeft enkele honderden computerspellen uitgebracht op diverse platforms. Spelen die uitkwamen in andere regio's, zoals Noord-Amerika en Europa, werden vaak aangepast voor de lokale markt.
Het hoofdkantoor staat in Osaka, Japan.

## Geschiedenis
Capcom is een samentrekking van Capsule Computer, en had betrekking op de arcadespellen die het bedrijf in de beginjaren produceerde. Het woord capsule gaf volgens eigen zeggen de sfeer van een ingepakt computerspel om speelplezier te brengen, en vanwege de intellectuele bescherming om illegale kopieën tegen te gaan.
Capcom heeft een paar van de grootste series in de computerspelindustrie gemaakt. Het bedrijf heeft hun eerste arcadespel uitgebracht in 1984 genaamd Vulgus.
In de late jaren tachtig heeft Yoshiki Okamoto zich aangesloten bij het bedrijf. In 1987 heeft Capcom Street Fighter uitgebracht. Hetzelfde jaar verscheen Mega Man (Rockman in het Japans) voor de NES.
Final Fight, een beat 'em up, werd uitgebracht in 1989. In 1991 werd Street Fighter II in de speelhallen uitgebracht.
Breath of Fire, Capcoms eerste grote RPG, werd uitgebracht in 1993 voor de Super Nintendo.
Resident Evil (Biohazard in het Japans), een succesvol survival horror-spel, werd uitgebracht voor de PlayStation in 1996.
In 2002 is er een film gemaakt van Resident Evil, dat het financieel goed genoeg deed voor een vervolg, Resident Evil: Apocalypse in 2004. Een derde film werd uitgebracht in 21 september 2007 genaamd Resident Evil: Extinction.
In 2010 kwam de vierde film uit, genaamd Resident Evil: Afterlife.

## Systemen
Er zijn onder andere spellen uitgebracht voor de volgende systemen:
- Amiga
- Android
- Arcade
- Atari ST
- Commodore 64
- Dreamcast
- Game Boy
- iOS
- MSX

- Nintendo DS
- Nintendo Entertainment System (NES)
- PlayStation
- Saturn
- Super Nintendo Entertainment System (SNES)
- Windows
- Xbox
- ZX Spectrum